# Конетабль Португалії

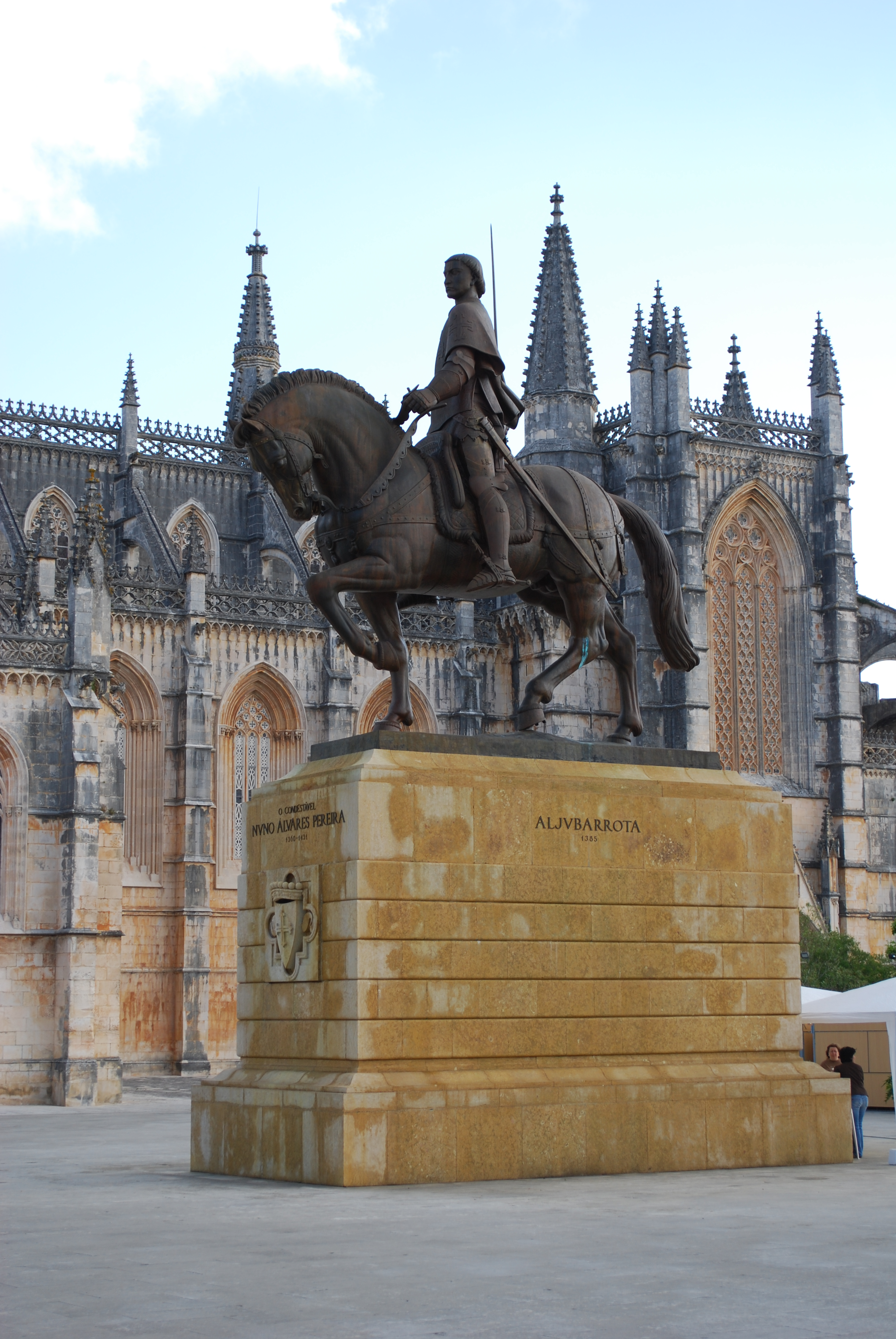
Нуну Перейра, португальський конетабль. Пам'ятник перед Батальським монастирем.

Конета́бль Португа́лії (порт. Condestável de Portugal, МФА: [kõ.dɨʃ.ˈta.vɛɫ dɨ puɾ.tu.ˈgaɫ]), або королі́вський коню́ший (порт. Condestável do Reino) — у XIV—XVI століттях командувач війська (конетабль) Португальського королівства. Вища військова посада держави. Друга особа в країни під час воєнних дій. Командував збройними силами, відповідав за їхній набір, здійснював судочинство у війську. Посада запроваджена 1382 року португальським королем Фернанду I за французьким і англійським зразками, замість королівського головного хорунжого (порт. Alferes-Mor do Reino). За правління короля Жуана IV (з 1640) конетабль перетворився на почесний придворний чин і титул, який використовувався до падіння Португальської монархії (1910).

## Конетаблі
- 1384—1423: Нуну Алваріш Перейра
- 1431—1442: Жуан, син короля Жуана I
- 1466—1470: Фернанду, син короля Дуарте.
- ?—1555: Луїш, син короля Мануела І.
- 1581—1582: Фернандо Альварес де Толедо, іспанський генерал-капітан, герцог Альбський.